# Amphoritheca riparia
Amphoritheca riparia là một loài Rêu trong họ Funariaceae. Loài này được (Lindb.) A. Jaeger mô tả khoa học đầu tiên năm 1874.